# Sialang Gaung
Sialang Gaung is een bestuurslaag in het regentschap Dharmasraya van de provincie West-Sumatra, Indonesië. Sialang Gaung telt 6537 inwoners (volkstelling 2010).